# Avia S-199
Die Avia S-99 und Avia S-199 waren tschechoslowakische Jagdflugzeuge aus den Jahren nach dem Zweiten Weltkrieg. Wie das Ursprungsmuster Messerschmitt Bf 109 waren sie freitragende Tiefdecker in Ganzmetallbauweise.

## Geschichte
Mit der im Kaschauer Programm vorgenommenen engen Orientierung der tschechoslowakischen Nachkriegsregierung an der Sowjetunion stand es für die tschechoslowakische Militärführung außer Frage, ihre Fliegerkräfte mit sowjetischem Fluggerät auszurüsten, weshalb General Vicherek bereits Ende Mai 1945 mit entsprechenden Regierungsstellen in Moskau Kontakt aufnahm. Die Verhandlungen zogen sich jedoch hin, so dass es erst 1949 zu einer Vereinbarung über den Lizenzbau der Il-10 und der Jak-15 kam. Ein gleichzeitig in Betracht gezogener Ankauf von Supermarine „Spitfire“ L.F.Mk.IXE in Großbritannien wurde aus politischen Gründen fallen gelassen.
In dieser Situation entschied sich die tschechoslowakische Militärführung für die Verwendung von Zellen und Tragflächen der Bf 109G, die aus der Kriegsproduktion bei Avia in Prag-Čakovice und im Objekt Diana auf ČSR-Gebiet zurückgeblieben waren. Im Avia-Werk waren bis zum Kriegsende die Varianten Bf 109G-14 bzw. im Objekt Diana die Bf 109G-10/U4 gefertigt worden, die mit DB-605-Motoren ausgerüstet waren. Von den im November 1945 gezählten rund 500 Rümpfen und 850 Tragflächenpaaren, die für die Endmontage bereitstanden, waren mit Fertigungsbeginn der Avia C-10 lediglich rund 160 Rümpfe und 380 Tragflächenpaare übrig, den Rest hatte die Rote Armee abtransportiert oder er war aufgrund fehlender Bewachung gestohlen worden. So verfügte die Firma Avia nach eigenen (als nicht ganz zuverlässig bewerteten) Angaben Ende 1946 über Material, um etwa 200 Bf 109 herstellen zu können. Hinzu kamen rund 70 Maschinen, die im mehr oder weniger flugfähigen Zustand beschädigt aufgesammelt wurden.
Von beiden Versionen wurden in Čakovice bis 1947 jedoch nur 21 Einsitzer (C.10) und zwei Doppelsitzer (Schulungsversionen, C.110) ausgeliefert. Der Flugplatz bei Letov in Letňany (Prag) diente lediglich als Landeplatz während der Einflüge, da der Werksflugplatz von Avia zu klein war. Die erste C.10 (ursprünglich die Zelle der Bf 109G-10, W.Nr.613156) flog erstmals am 22. Februar 1946. Die Maschine diente unter anderem in den Jahren 1946–1947 beim VLÚ in Letňany unter dem Kennzeichen „V-9“ zur Erprobung von Starthilfsraketen. Im August 1947 erfolgte die Vergabe neuer Typnummern, die C.10 wurde nun als S-99 und die C.110 als CS-99 bezeichnet. Bereits im Juni 1947 hatte mit der C-110.503 auch die Auslieferung der ersten aus einsitzigen Zellen umgebauten Schulflugzeuge begonnen, die im September 1947 mit der Übernahme der CS-99.529 endete. Ein Teil dieser Flugzeuge wurde später zu CS-199 umgebaut. Insgesamt entstanden 21 S-99 und 29 CS-99.

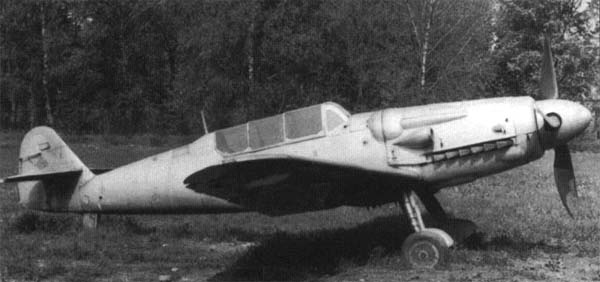
Die zweisitzige Schulversion CS-199

Hauptgrund für die geringen Stückzahlen war die Zerstörung einer als Munitionslager genutzten Zuckerraffinerie am 31. Juli in Krásné Březno (Schönpriesen) bei Ústí nad Labem (vergleiche Artikel Massaker von Aussig), in der fast alle DB-605-Motoren eingelagert waren. So entschloss man sich, den noch in größeren Mengen vorhandenen Motor Junkers Jumo 211 F einzubauen. Dies erforderte etliche Anpassungsarbeiten, unter anderem musste der Laderlufteinlass auf die rechte Flugzeugseite verlegt und die Synchronisierung der durch den Propellerkreis feuernden Maschinengewehre für die breiteren Propellerblätter der VS-11-Holzluftschrauben adaptiert werden. Da der Jumo 211 nicht für den Einsatz einer Motorkanone geeignet war, entfiel diese. Während es bei einem Teil der Maschinen (rund 100) bei dieser Bewaffnungsvariante blieb, erhielten andere als Ersatz für die verlorene Feuerkraft zwei 7,92-mm-MG vz.17/7,9N in den Tragflächen (rund 250 Maschinen). Ab 1950 kamen als Bewaffnungsvariante auch zwei 20-mm-Kanonen vz.151/20N unter den Tragflächen zum Einsatz – der von der Bf 109G bekannte Rüstsatz VI. Von diesen Kanonen standen bis Ende 1949 erst 78 Sätze zur Verfügung, wobei ein Großteil dieser Sätze für die nach Israel gelieferten S-199 abgezweigt wurde. Die so entstandene C-210.1 hob am 25. April 1947 um 14:32 Uhr mit Werkspilot Petr Široky an Bord in Čakovice zu ihrem Erstflug ab. Im September 1947 folgte die S.199.2 und kurz darauf die S-199.3. Alle drei Maschinen stellten Prototypen dar und dienten Avia in Zusammenarbeit mit dem VLÚ zu Testzwecken (Propeller, Ölkühler, Fahrwerk, Kabinenausstattung). Ende 1947 legten das MNO und Avia die Fertigungszahlen für 1948 fest. Dabei sollten auf Avia 195 Maschinen und auf Aero 116 Maschinen entfallen. Als Zulieferer sollten folgende Werke zum Einsatz kommen: Letov (Leitwerke), das Flugzeugwerk in Prag-Malešice (Motoren) und das Aero-Werk in Prag-Jinonice (VS 11 mit Propellernaben). Am 2. Februar 1948 übernahmen die tschechoslowakischen Militärfliegerkräfte die erste S-199 (S-199.4). Im Verlauf der Serienfertigung kam es zu verschiedensten Änderungen. Auffällig war der anfangs verwendete Ölkühler unterhalb des Motorblocks, der ab der 44. Maschine (Avia) bzw. 8. Maschine (Aero) durch einen Wärmetauscher ersetzt wurde. Zudem wurde die ursprünglich nach rechts aufklappbare Haube durch eine Schiebehaube ersetzt und unter anderem die Radaufhängung sowie die Radkästen verändert. Über die Gesamtzahl der gefertigten Maschinen gibt es bis heute keine Klarheit – geht Redemann von 551 gefertigten Flugzeugen aus (bis Ende 1951, wobei 422 Maschinen auf Avia und 129 auf Letov entfallen sein sollen), spricht Miroslav Irra von 533 Maschinen (414 bei Avia, 129 bei Aero – unter der Voraussetzung, dass gewisse Serienblöcke tatsächlich gefertigt wurden, was nicht mit Sicherheit nachweisbar ist). Die letzte CS-199 (W.Nr.582) wurde am 22. September 1950 übergeben, die letzte S-199 (W.Nr. 543) im Jahre 1951. Da das Flugzeug von Anfang an als Übergangslösung vorgesehen war, stellte man es mit Lieferung der ersten Strahlflugzeuge bis Mitte der 1950er-Jahre außer Dienst.
Die S-199 wurde von den Piloten wegen ihres bösartigen Flugverhaltens im Langsamflug „Mezek“ (Maulesel) genannt, was auf das Wort „Messerschmitt“ zurückzuführen sein und noch aus der Zeit der Luftschlacht um England stammen soll, als tschechische Exilpiloten in der RAF gegen deutsche Bf 109 kämpften. Auch könnten die durch das schmalspurige Fahrwerk und die große Luftschraube resultierenden kritischen Start- und Landeeigenschaften zur Namensgebung beigetragen haben. Die S-199 flog bei allen Staffeln der tschechoslowakischen Fliegertruppe sowie beim Korps für nationale Sicherheit (SNB). Somit war sie das meistverbreitete Kolbenmotorjagdflugzeug in den Luftstreitkräften der ČSR. 

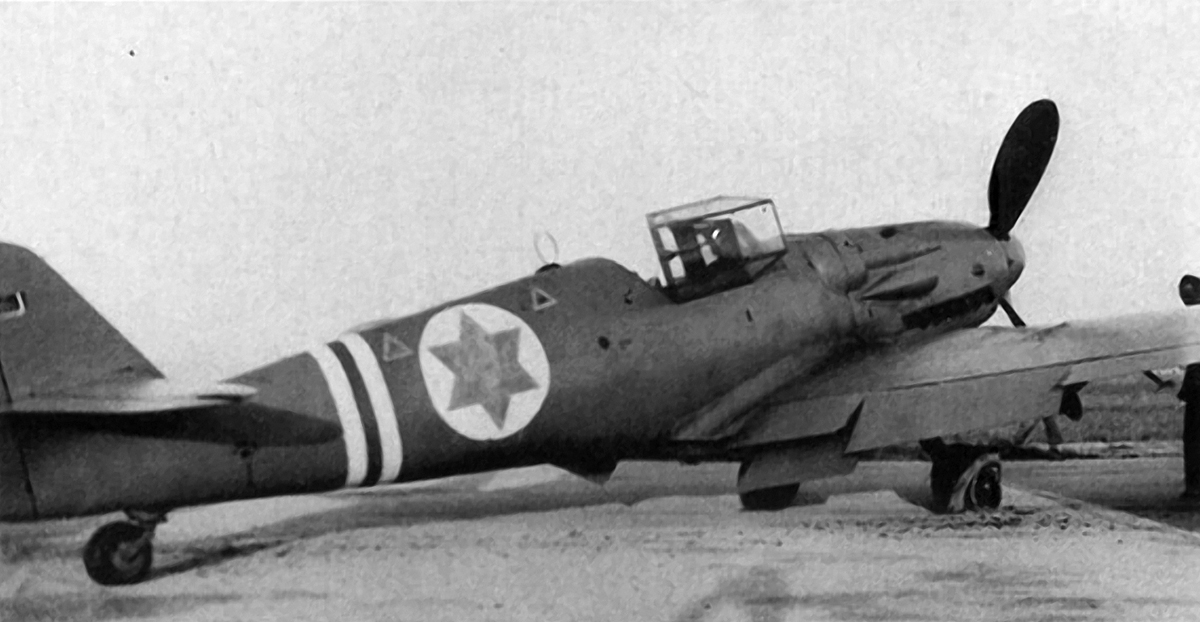
Israelische Avia S-199, 1948

25 Maschinen wurden nach Israel exportiert und bildeten dort den Kern der neugegründeten israelischen Luftwaffe (IAF); der Preis für eine ausgerüstete Maschine betrug 190.000 Dollar. Die erste Gruppe der künftigen Piloten der israelischen Luftwaffe erhielt ihre Ausbildung von Anfang Mai bis Ende Juli 1948 auf dem Flugplatz Planá. Zu ihnen gehörte unter anderem auch der spätere israelische Präsident Ezer Weizman. Zwei weitere Gruppen (zuerst 32, dann 16 Mann) erhielten ihre Ausbildung an der Pilotenschule III in Olomouc (ehemals Olmütz). Der erste Einsatz von vier israelischen S-199 fand am 29. Mai 1948 während des Palästinakrieges gegen einen ägyptischen Konvoi am Gescher ʿAd Halom in ʿAd Halom statt. Am 3. Juni 1948 gelangen dem Piloten Modi Alon erstmals mit diesem Typ die Abschüsse von zwei ägyptischen C-47. Ein israelisches Exemplar ist heute im Museum der israelischen Luftwaffe auf dem Militärflugplatz Chazerim in der Negev ausgestellt.
Von 1949 bis 1950 entstand die zweisitzige Trainingsversion CS-199, von der insgesamt 82 Exemplare gebaut wurden. Ein Exemplar ist erhalten und kann im Luftfahrtmuseum Kbely besichtigt werden.

## Nutzer
Israel
- Israelische Luftstreitkräfte

 Tschechoslowakei
- Korps für nationale Sicherheit
- Tschechoslowakische Luftstreitkräfte

## Technische Daten
| Kenngröße             | Avia S-199                                                         |
| --------------------- | ------------------------------------------------------------------ |
| Länge                 | 8,94 m                                                             |
| Spannweite            | 9,92 m                                                             |
| Flügelfläche          | 16,50 m²                                                           |
| Flügelstreckung       | 6,0                                                                |
| Leermasse             | 2860 kg                                                            |
| max. Startmasse       | 3736 kg                                                            |
| Höchstgeschwindigkeit | 440 km/h in Bodennähe 589 km/h in 6000 m Höhe                      |
| Landegeschwindigkeit  | 190 km/h                                                           |
| max. Steigleistung    | 13,7 m/s in Bodennähe                                              |
| Gipfelhöhe            | 9500 m                                                             |
| Einsatzreichweite     | 850 km                                                             |
| Triebwerk             | ein Junkers Jumo 211F                                              |
| Startleistung         | 986 kW (1.341 PS)                                                  |
| Bewaffnung            | zwei 20-mm-MK unter den Tragflächen zwei 13,1-mm-MG über dem Motor |

## Sonstiges
Am 24. Mai 1948 desertierte der tschechoslowakische Leutnant František Novak vom 4. Jagdfliegerregiment mit einer S-199 und landete auf dem US-amerikanischen Fliegerhorst Neubiberg. Sein Flugzeug mit dem Kennzeichen KS–10 (Werknummer 54) wurde anschließend in die USA befördert und dort einigen Tests unterzogen. Über ein Jahr später wurde es am 13. Juli 1949 an die Tschechoslowakei zurückgegeben.
Tschechischen Quellen zufolge hatte Novak den Dienstgrad eines Feldwebels und die Maschine kehrte erst Ende März 1950 auf dem Landweg in die ČSR zurück.